# Frederik Helstrup
Frederik Helstrup Jensen, född 16 mars 1993 i Köpenhamn, är en dansk fotbollsspelare som spelar för Almere City. Han har tidigare spelat för bland annat Helsingborgs IF.

## Karriär
Helstrup började sin seniorkarriär i Lyngby BK. I september 2013 värvades han av AC Horsens, som han skrev på ett treårskontrakt med. I mars 2015 lånades Helstrup av Helsingborgs IF fram till 31 juli 2015. Helstrup debuterade i den allsvenska premiären mot Kalmar FF (0–0), där han spelade hela matchen med Carl Johansson i mittförsvaret.
Den 26 juni 2015 meddelade HIF att de värvat Helstrup på en permanent övergång och att han skrev på ett 2,5-årskontrakt. I augusti 2017 skrev Helstrup på ett tvåårskontrakt med den polska klubben Arka Gdynia. I januari 2019 skrev han på ett nytt 1,5-årskontrakt med klubben.
I juli 2020 värvades Helstrup av nederländska Almere City, där han skrev på ett tvåårskontrakt.